# La revenja
La revenja (títol original: La Revanche) és una pel·lícula francesa dirigida per Pierre Lary, estrenada l'any 1981. Ha estat doblada al català.

## Argument
Jeanne Jouvert, novel·lista amb el pseudònim de Beauvau, acaba de rebre el premi del Quai des Orfèvres. Però el seu editor fa sense saber-ho fer un cop de publicitat: atribuir aquest èxit a l'espòs de l'autor, Alfred, comissari de policia. Jeanne està furiosa, sobretot perquè Albert es deixa agafar per l'èxit. Es deixa felicitar pels seus superiors, i acaba per atribuir-se fins i tot la feina.
Anne Beaufort, amiga de Jeanne, s'ha casat amb el venedor d'armes Jacques Beaufort, i pensa treballar en l'agroalimentària. En un sopar de treball d'ell, ella es veu obligada a  reemplaçar la serventa, i descobreix també que el seu marit la creu més ingènua del que és.

## Repartiment
- Annie Girardot: Jeanne Jouvert
- Claude Rich: Jacques Beaufort
- Dominique Labourier: Anne Beaufort
- Catherine Alric: Sylvie Noec
- Philippe Avron: Alexandre Degueldre
- Gérard Boucaron: Marcel
- Bruno Garcin: l'inspector Morland
- Greg Germain: l'inspector Bastiani
- Raquel Iruzubieta: Bianca
- Jean-Pierre Sentier: Jo Storti
- Jacqueline Chabridon: la periodista
- Gérard Holtz: el periodista T.V
- Didier Flament: l'editor
- Fabienne Mai: Suzanne